# 野王二老
野王二老（?—?），野王县（今河南省沁阳县）人。东汉初年隐士。
刘秀称帝前，对更始帝有贰心，当时关中扰乱，刘秀派遣前将军邓禹西征，送邓禹上路。刘秀回来的时候，在野王打猎，路见两个老者追赶禽鸟。刘秀问他们：“禽鸟去哪里了？”他们举手西指，说“此中多虎，我们每次即追赶禽鸟，虎也追赶我们，大王不要去。”刘秀说：“如果有防备，又担忧什么老虎。”两个老者说：“大王怎么这样荒谬！昔日商汤在鸣条追赶桀，在亳筑造大城；周武王于牧野追赶纣，在郏鄏筑造大城。这二王，防备不是不深。 所以追赶别人，也被别人追赶，虽有防备，怎可疏忽！”刘秀领悟他们的深意，回头对左右说：“这是隐士。”将起用他们，二老辞去，不知所在。